# Liste des œuvres d'Élisée Reclus
Pour un article plus général, voir Élisée Reclus.
Cet article présente la liste des œuvres d'Élisée Reclus.

## Ouvrages de géographie
- Guide du voyageur à Londres et aux environs, Paris, Librairie de L. Hachette et Cie, coll. « Guides Joanne », 1860, 530 p. (BNF 31185483) — Texte intégral, Bibliothèque nationale d'Espagne.
- Voyage à la Sierra Nevada de Sainte Marthe : Paysages de la nature tropicale, Paris, Librairie de L. Hachette et Cie, 1861, 306 p. (BNF 31185587) — Texte intégral sur Gallica ; texte intégral sur reclus.files.wordpress.com.
  - Voyage à la Sierra Nevada de Sainte Marthe : Paysages de la nature tropicale, Paris, Librairie de L. Hachette et Cie, 1881, 2e éd. (1re éd. 1861), VI-337 p. (BNF 31185588)
    - Idem (préf. Hélène Sarrazin), Cadeilhan, éd. Zulma, coll. « Hors barriere », 1991, 238 p. (ISBN 2-909031-06-3 et 978-290903106-4, BNF 35514041)Édition établie à partir de la 2e édition de 1881.
    - Idem, Biarritz, éd. Pédelahore, coll. « Transhumance », 2015, 205 p. (ISBN 979-10-93533-20-9, BNF 44491763, présentation en ligne)Édition complète et orthographe actualisée à partir de la 2e édition de 1881.
    - Idem (préf. Philippe Pelletier), Paris, Le Pommier, coll. « Les Pionniers de l'écologie », 2020, 304 p. (ISBN 978-2-7465-1970-1)
- Londres illustré : Guide spécial pour l’exposition de 1862, Paris, Librairie de L. Hachette et Cie, coll. « Guides Joanne », 1862, VIII-219 p. (BNF 41205042)
  - Idem, Paris, Librairie de L. Hachette et Cie, coll. « Guides Joanne », 1865 ?, VIII-219 p., 2e éd. revue et corrigée — Texte intégral, Bibliothèque nationale d'Espagne.
- Les Villes d’hiver de la Méditerranée et les Alpes maritimes : Itinéraire descriptif et historique, Paris, Librairie de L. Hachette et Cie, coll. « Guides Joanne », 1864, 501 p. (BNF 30653706) — Texte intégral sur Gallica.
- La Terre : Description des phénomènes de la vie du globe, Paris, L. Hachette et Cie Libraires-Éditeurs, 1868-1869, 827+771
  - Vol. I Les continents, 1868, 827 p. — Texte intégral sur Gallica ; texte intégral, IRIS, Université de Lille (à partir de la 4e éd. de 1877).
  - Vol. II L'océan - L'atmosphère : La vie, 1869, 771 p. — texte intégral sur Gallica.
- Histoire d’un ruisseau, Paris, J. Hetzel et Cie, coll. « Bibliothèque d'éducation et de récréation », 1869, 320 p. — Texte intégral sur Gallica.
  - Histoire d’un ruisseau (ill. L. Benett), Paris, J. Hetzel et Cie, coll. « Bibliothèque d'éducation et de récréation », 1882 (1re éd. 1869), 256 p. — Texte intégral sur Gallica.
  - Histoire d'un ruisseau, Paris, éd. Albin Michel, 1934 (1re éd. 1869), 220 p.
  - Histoire d'un ruisseau (postface Joël et Nadine Cornuault), Arles, éd. Actes Sud, coll. « Babel » (no 166), 1995 puis décembre 2015 (1re éd. 1869), 224 p. (ISBN 978-2-7427-5980-4 et 2-7427-5980-8, présentation en ligne)
  - Histoire d'un ruisseau (introduction Joël Cornuault), Gollion (Suisse), infolio éditions, 2010 (1re éd. 1869), 208 p. (ISBN 978-2-88474-598-7, présentation en ligne)
  - Histoire d'un ruisseau suivi de Histoire d'une montagne (préf. Aymeric Caron), Paris, éd. Arthaud, coll. « Arthaud poche - Les fondamentaux de l'écologie », mai 2017 (1re éd. 1869 et 1875-1876), 425 p. (ISBN 978-2-08-141069-5 et 2-08-141069-9, présentation en ligne)
- Nice, Cannes, Monaco, Menton, San Remo, Paris, Librairie L. Hachette et Cie, coll. « Guides Joanne - Guides Diamant », 1870, 192 p. — Texte intégral sur Gallica.
  - Idem, Paris, Librairie L. Hachette et Cie, coll. « Guides Joanne - Guides Diamant », rééd. 1874
    - Paul Joanne, Stations d’hiver de la Méditerranée : Nice - Hyères - Cannes - Monaco - Menton - Bordighera - Sanremo, Paris, Librairie Hachette et Cie, coll. « Guides Joanne - Guides Diamant », 1878, 383 p. — Texte intégral sur Gallica.Ouvrage fusionné à partir de Les Villes d’hiver de la Méditerranée d'Élisée Reclus, Nice, Cannes, Monaco, Menton, San Remo d'Élisée Reclus et Hyères et Toulon d'Adolphe Joanne.
- Les Phénomènes terrestres, Paris, Librairie Hachette et Cie, 1870-1872, 235 + 234Préface d'E. Reclus dans le vol. I : « Ce livre est l'abrégé d'un ouvrage beaucoup plus détaillé et plus orné de cartes et de figures, intitulé la Terre : les seuls changements que j'ai fait sont des rectifications de peu d'importance. [...] C'était donc un devoir de préparer cette édition populaire, dans laquelle j'ai reproduit toutes les parties essentielles du grand ouvrage ».
  - Vol. I Les Continents (abrégé du vol. I de La Terre « Les Continents »), 1870 (réimpr. 1874, 1879, 1882, 1884), 235 p. — Texte intégral de la 4e éd. de 1882 sur Gallica.
  - Vol. II Les Mers et les Météores (abrégé du vol. II de La Terre « L'océan - L'atmosphère - La vie »), 1872 (réimpr. 1875, 1879, 1882, 1886), 234 p. — Texte intégral de la 1re éd. sur Gallica.
- Histoire d'une montagne, Paris, journal hebdomadaire La Science illustrée de Louis Figuier, 1875-1876, 1re éd. en feuilleton de 27 épisodes[1] — Texte intégral sur issuu.com.
- Histoire d'une montagne, Paris, J. Hetzel et Cie, coll. « Bibliothèque d'éducation et de récréation », 1880, 306 p. — Texte intégral sur Gallica.
  - Histoire d'une montagne (ill. L. Benett), Paris, éd. Albin Michel, 1930 (1re éd. 1875-1876), 219 p.
  - Histoire d'une montagne (préf. Joël Cornuault), Arles, éd. Actes Sud, coll. « Babel » (no 325), 1999 puis mai 2006 (1re éd. 1875-1876), 250 p. (ISBN 978-2-7427-1685-2 et 2-7427-1685-8, présentation en ligne)
  - Histoire d'une montagne, Monein, PyréMonde (éd. des Régionalismes), 2005 (1re éd. 1875-1876), 170 p. (ISBN 2-84618-266-3 et 978-2-84618266-9)
  - Histoire d'une montagne (introduction Joël Cornuault), Gollion (Suisse), infolio éditions, 2011 (1re éd. 1875-1876), 240 p. (ISBN 978-2-88474-619-9, présentation en ligne)
  - Histoire d'un ruisseau suivi de Histoire d'une montagne (préf. Aymeric Caron), Paris, éd. Arthaud, coll. « Arthaud poche - Les fondamentaux de l'écologie », mai 2017 (1re éd. 1869 et 1875-1876), 425 p. (ISBN 978-2-08-141069-5 et 2-08-141069-9, présentation en ligne)
- Nouvelle Géographie universelle : La Terre et les Hommes (19 vol. + 1 vol. de statistiques), Paris, Librairie Hachette et Cie, 1876-1894, 17 016 p., in-4° (BNF 31185523) — Ouvrages disponibles sur Gallica.
  - Vol. I, L'Europe méridionale (Grèce, Turquie, Roumanie, Serbie, Italie, Espagne et Portugal), 1876, 1007 p. — Texte intégral sur Gallica ; texte intégral numérisé sur gutenberg.org.
    - Vol. I, 1878, 1012 p. — Texte intégral, IRIS, Université de Lille ; l'édition de 1878 contient un avertissement d'É. Reclus qui ne trouve pas dans l'édition de 1876.
    - Vol. I, 1887, 2e éd., 1012 p.

  - Vol. II, La France, 1877, 961 p.
    - Vol. II, 1881, 2e éd., 961 p. — Texte intégral, IRIS, Université de Lille.
    - Vol. II, 1885, 3e éd., 1018 p. — Texte intégral sur Gallica ; cette édition contient un Glossaire géographique de la France p. 969-984.

  - Vol. III, L’Europe centrale (Suisse, Austro-Hongrie, Allemagne), 1878, 983 p. — Texte intégral sur Gallica.
  - Vol. IV, L’Europe du Nord-Ouest (Belgique, Hollande, îles Britanniques), 1879, 971 p. — Texte intégral sur Gallica.
  - Vol. V, L’Europe scandinave et russe, 1880, 944 p. — Texte intégral sur Gallica.
  - Vol. VI, L’Asie russe, 1881, 919 p. — Texte intégral sur Gallica.
  - Vol. VII, L'Asie orientale, 1882, 885 p. — Texte intégral sur Gallica.
    - Élisée Reclus et Onésime Reclus, L'Empire du Milieu : Le climat, le sol, les races, les richesses de la Chine (réédition partielle, entièrement revue et actualisée par Onésime Reclus, du vol. VII), Paris, Librairie Hachette et Cie, 1902, 667 p. — Texte intégral sur Gallica ; texte intégral numérisé sur classiques.uqac.ca ; réimpression en fac-similé, Paris, éd. You Feng, octobre 2007, 667 p. et ill.,  (ISBN 978-2-84279-331-9).

  - Vol. VIII, L'Inde et l'Indo-Chine, 1883, 983 p. — Texte intégral sur Gallica.
  - Vol. IX, L'Asie antérieure, 1884, 951 p. — Texte intégral sur Gallica.
  - Vol. X, L'Afrique septentrionale, première partie (Bassin du Nil : Soudan égyptien, Éthiopie, Nubie, Égypte), 1885, 641 p. — Texte intégral sur Gallica.
  - Vol. XI, L'Afrique septentrionale, deuxième partie (Tripolitaine, Tunisie, Algérie, Maroc, Sahara), 1885, 919 p. — Texte intégral sur Gallica ; avec un Glossaire géographique de l’Afrique septentrionale : mots arabes, mots berbères, mots tibbou p. 883-893.
  - Vol. XII, L'Afrique occidentale (archipels atlantiques, Sénégambie et Soudan occidental), 1887, 751 p. — Texte intégral sur Gallica.
  - Vol. XIII, L'Afrique méridionale (îles de l’Atlantique austral, Gabonie, Congo, Angola, Cap, Zambèze, Zanzibar, Côte de Somal), 1888, 879 p. — Texte intégral sur Gallica.
    - Élisée Reclus et Onésime Reclus, L'Afrique australe (réédition partielle, entièrement revue et actualisée par Onésime Reclus, du vol. XIII), 1901, 358 p. — Texte intégral sur Gallica.

  - Vol. XIV, Océan et terres océaniques (îles de l’océan Indien, Insulinde, Philippines, Micronésie, Nouvelle-Guinée, Mélanésie, Nouvelle-Calédonie, Australie, Polynésie), 1889, 1004 p. — Texte intégral sur Gallica ; Texte intégral, British Library.
  - Vol. XV, Amérique boréale (Groenland, archipel Polaire, Alaska, Puissance du Canada, Terre-Neuve), 1890, 723 p. — Texte intégral sur Gallica.
  - Vol. XVI, Les États-Unis, 1892, 847 p. — Texte intégral sur Gallica.
  - Vol. XVII, Indes occidentales (Mexique, isthmes américains, Antilles), 1891, 879 p. — Texte intégral sur Gallica ; le vol. XVII a paru avant le vol. XVI.
  - Vol. XVIII, Amérique du Sud, les régions andines (Trinidad, Venezuela, Colombie, Ecuador, Pérou, Bolivie et Chili), 1893, 848 p. — Texte intégral sur Gallica.
  - Vol. XIX, Amérique du Sud, l'Amazonie et La Plata (Guyanes, Brésil, Paraguay, Uruguay, République argentine), 1894, 824 p. — Texte intégral sur Gallica.
  - Tableaux statistiques de tous les États comparés : Années 1890 à 1893, 1894, 39 p. — Texte intégral sur Gallica.
    - Élisée Reclus (préf. Frédéric Dufourg, introduction Claude Villers), Préface à la Nouvelle Géographie universelle, Bordeaux, Elytis, coll. « Quoi de neuf ? », mai 2014, 64 p. (ISBN 978-2-35639-136-0 et 2-35639-136-3, présentation en ligne).
- L'Homme et la Terre (6 vol.), Paris, Librairie universelle, 1905-1908, 3 648 p., in-4° (BNF 41676822) — Ouvrages disponibles sur Gallica.L'ouvrage est distribuées en 51 chapitres répartis en 4 livres de géohistoire : Livre I, Les Ancêtres, préhistoire et anthropologie (6 chapitres, t. I, 1905) ; Livre II, Histoire ancienne, l'Antiquité (13 chapitres, t. I à III, 1905-1906) ; Livre III, Histoire moderne, de la fin de l'Antiquité à 1900 (20 chapitres, t. III à V, 1906-1907) ; Livre IV, Histoire contemporaine, le monde au début du XXe siècle (12 chapitres, t. V et VI, 1907-1908). Le manuscrit d'Élisée Reclus (1905) est actualisé par son neveu Paul Reclus en cours de publication, en 1906 (t. II et III), 1907 (t. IV et V) et 1908 (t. VI).
  - T. I, Les primitifs — Histoire ancienne (le t. I comprend le Livre I, Les Ancêtres (6 chapitres) et les 3 premiers chapitres du Livre II, Histoire ancienne), Paris, Librairie universelle, 1905, 597 p. — Texte intégral sur Gallica ; texte intégral numérisé sur Wikisource ; préface au tome 1 sur raforum.info.
  - T. II, Histoire ancienne (le t. II comprend les 7 chapitres suivants du Livre II, Histoire ancienne), Paris, Librairie universelle, 1906, 582 p. — Texte intégral sur Gallica.
  - T. III, Histoire ancienne — Histoire moderne (le t. III comprend les 3 derniers chapitres du Livre II, Histoire ancienne et les 6 premiers chapitres du Livre III, Histoire moderne), Paris, Librairie universelle, 1906, 652 p. — Texte intégral sur Gallica.
  - T. IV, Histoire moderne (le t. IV comprend les 9 chapitres suivants du Livre III, Histoire moderne), Paris, Librairie universelle, 1907, 663 p. — Texte intégral sur Gallica.
  - T. V, Histoire moderne (suite) — Histoire contemporaine (le t. V comprend les 5 derniers chapitres du Livre III, Histoire moderne et les 4 premiers chapitres du Livre IV, Histoire contemporaine), Paris, Librairie universelle, 1907, 575 p. — Texte intégral sur Gallica.
  - T. VI, Histoire contemporaine (suite) (le t. VI comprend les 8 derniers chapitres du Livre IV, Histoire contemporaine), Paris, Librairie universelle, 1908, 579 p. — Texte intégral sur Gallica.
    - L'homme et la Terre (préf. Béatrice Giblin), Paris, éd. La Découverte, coll. « La Découverte Poche / Sciences humaines et sociales » (no 47), février 1998 (1re éd. 1982, éd. Maspero), 420 p. (ISBN 2-7071-2823-6 et 978-270712823-2, présentation en ligne) — Critique de Michel Michel, L'Information Géographique, 1998.
    - L'homme et la Terre : Histoire contemporaine (préf. Béatrice Giblin), Paris, éd. Fayard, coll. « Corpus des œuvres de philosophie en langue française », décembre 1990, 845 p., 2 tomes. — t. 1, 360 p.,  (ISBN 2-21302609-2 et 978-2-21302609-1) et t. 2, 488 p.,  (ISBN 2-21302640-8 et 978-2-21302640-4)Réédition du texte, des cartes et des diagrammes du Livre IV, Histoire contemporaine (seconde partie du t. V et t. VI) de L’Homme et la Terre, 1907-1908.
    - Une édition électronique partielle est publiée dans la collection "Bibliothèque idéale des sciences sociales" de ENS Editions. L'édition a repris le découpage originel en livres. Le livre 1 et le livre 2 sont publiés en 2015. Le livre 1 est précédé d'une préface inédite "L'homme et la terre, l'aboutissement d'une trilogie" écrite par Philippe Pelletier et Federico Ferretti. Mais la totalité de l’ouvrage ayant parallèlement été mise en ligne sur Wikisource, les livres 3 et 4 ne sont pas publiés.
- L'homme et la Terre (seconde édition, abrégée et mise à jour par G. Goujon, A. Perpillou et Paul Reclus), Paris, éd. Albin Michel, 1930-1931, 2e éd. (1re éd. 1905-1908), 3 volumes (t. 1, 670 p. ; t. 2, 692 p. ; t. 3, 687 p.)Version abrégée, et actualisée en raison des bouleversements de la période 1909-1929.
  - L'homme et la Terre (1931), Paris, éd. Tops et H. Trinquier, 2007 (1re éd. 1931), réimpression en fac-similé de format réduit, 3 volumes (présentation en ligne).
- Les Volcans de la Terre, Bruxelles, Société belge d'astronomie, de météorologie et de physique du globe — Texte intégral sur archive.org.
  - Élisée Reclus, Vol. 1 Asie antérieure (Iranie, Arménie, Syrie, Asie mineure, Caucase), 1906, 167 p. — Critique de B. Hobson, Geological Magazine, 1907.
  - Élisée Reclus, Paul Reclus et Pierre Schœnærs, Vol. 2 Méditerranée et Europe centrale (Égéide, Italie et Sicile)), 1910, 340 p. — Critique de Charles Barth-Bourgeois, Le Globe. Revue genevoise de géographie, 1911.

## Ouvrages politiques
« L'anarchie est la plus haute expression de l'ordre. » Élisée Reclus
- « Évolution et Révolution » (conférence faite par Élisée Reclus à Genève le 5 février 1880), Le Révolté, Genève, no 27,‎ 21 février 1880, p. 1-3 (lire en ligne, consulté le 23 juillet 2019) — Texte intégral sur archivesautonomies.org.
  - Évolution et Révolution, Genève, Imprimerie jurassienne, 1882 (éd. revue et corrigée), 2e éd., 25 p. — Notice de l'IIHS.
  - Évolution et Révolution, Paris, La Révolte, 1891 (texte de 1882 très augmenté), 6e éd., 62 p. — Texte intégral sur Gallica ; texte intégral numérisé sur kropot.free.fr.
  - L’Évolution, la Révolution et l’Idéal anarchique, Paris, P.-V. Stock éditeur, coll. « Bibliothèque sociologique » (no 19), 1898 (texte de 1891 très augmenté), 296 p. — Extraits de l'édition de 1898 sur panarchy.org.
  - L’Évolution, la Révolution et l’Idéal anarchique, Paris, P.-V. Stock éditeur, coll. « Bibliothèque sociologique » (no 19), 1902 (version augmentée définitive), 296 p. — Texte intégral numérisé sur kropot.free.fr ; texte intégral numérisé sur classiques.uqac.ca.
  - L’Évolution, la Révolution et l’Idéal anarchique, Paris, P.-V. Stock éditeur, coll. « Bibliothèque sociologique » (no 19), 1906 (réimpression), 6e éd., 296 p. — Texte intégral sur Gallica.
    - L’Évolution, la Révolution et l’Idéal anarchique, Paris, Stock, coll. « Stock+Plus », 1979 (réimpr. en fac-similé de l'édition de 1898), V-296 p. (ISBN 978-2-234-01057-4 et 2-234-01057-8)
    - Évolution et Révolution (préf. Olivier Besancenot), Lyon, Le Passager Clandestin, coll. « Rééditions », novembre 2007, 110 p. (ISBN 978-2-916952-05-5 et 2-916952-05-5, présentation en ligne) — Texte suivi d'une réflexion de Sylvio Gallo sur le paradigme anarchiste et l'éducation contemporaine.
    - Évolution et Révolution (préf. John Clark), Montréal, Lux, coll. « Instinct de liberté », mars 2019, 186 p. (ISBN 978-2-89596-294-6 et 2-89596-294-4, présentation en ligne)

## Articles et textes divers

### Textes géographiques

#### 1857
- Lettres d'un voyageur, feuilleton paru dans le quotidien L'Union (La Nouvelle-Orléans), février 1857.
- Nouvelle-Grenade, feuilleton paru dans le quotidien L'Union (La Nouvelle-Orléans), juillet-août 1857, texte intégral, annoté et présenté.

#### 1858
- Considérations sur quelques faits de géologie et d’ethnographie : Histoire du sol de l’Europe, par M. Houzeau, dans la Revue philosophique et religieuse (Paris), 1er janvier 1858, p. 218-227, texte intégral sur Gallica.
- Pyrénées, dans l'Introduction à Adolphe Joanne, Itinéraire descriptif et historique des Pyrénées de l’Océan à la Méditerranée, Paris, Hachette, Guides Joanne, 1858, XLVII-683 p., p. XVII-XXXVII [21 p.], texte intégral.

#### 1859
- Quelques mots sur la Nouvelle-Grenade, dans le Bulletin de la Société de géographie, janvier-février 1859, p. 111-141, 2e éd. partielle et modifiée de Nouvelle-Grenade, 1857 texte intégral sur Gallica.
- Le Mississipi : études et souvenirs, 79 p., partie I (« Le cours supérieur du fleuve ») et partie II (« Le delta et la Nouvelle-Orléans »), dans la Revue des deux Mondes, 15 juillet 1859, p. 257-296, et 1er août 1859, p. 608-646, texte intégral sur Gallica. Rééd. : François Graveline (prés.), Élisée Reclus, En descendant le Mississippi, Paris, éd. Nicolas Chaudun, 2013, 158 p.
- Étude sur les fleuves, dans le Bulletin de la Société de géographie, août 1859, p. 69-104, et en brochure, Paris, impr. L. Martinet, 36 p., texte intégral sur Gallica.

#### 1860
- Géographie, dans l'Introduction à Adolphe Joanne, Itinéraire descriptif et historique de la Savoie, Paris, Hachette, Guides Joanne, 1860, XCIX-279 p., p. XXVII-LII [26 p.], texte intégral.
- Fragment d’un voyage à la Nouvelle-Orléans, 1855, dans Le Tour du Monde (Paris, Hachette), 1er semestre 1860, p. 177-192, texte intégral sur Gallica ; rééd., Jean Morisset (prés.), Élisée Reclus, Fragment d’un voyage à La Nouvelle-Orléans, Paris, éditions du Sextant, 2013, 79 p. ; rééd. en fac-similé dans Ronald Creagh, Élisée Reclus et les États-Unis, suivi de son Fragment d’un voyage à La Nouvelle-Orléans (1855), Paris, éd. Noir et Rouge, 2013, 52-16 p.
- Excursions à travers le Dauphiné, 1850-1860, dans Le Tour du Monde (Paris, Hachette), 2e semestre 1860, p. 402-416, texte intégral sur Gallica.
- Voyage de M. Du Chaillu dans l'Afrique occidentale, dans le Bulletin de la Société de géographie, octobre 1860, p. 271-275, texte intégral sur Gallica.

#### 1861
- De l'esclavage aux États-Unis, 71 p. partie I (« Le Code noir et les esclaves ») et partie II (« Les planteurs et les abolitionnistes »), Revue des deux Mondes, 15 décembre 1860, p. 868-901, et 1er janvier 1861, p. 118-154, texte intégral sur Gallica, texte intégral.
- Le mormonisme et les États-Unis, dans la Revue des deux Mondes, 15 avril 1861, p. 881-914, texte intégral sur Gallica.
- La Méditerranée caspienne et le canal des steppes, dans la Revue des deux Mondes, 1er août 1861, p. 592-623, texte intégral sur Gallica.

#### 1862
- Participation à la réédition de Adolphe Joanne, Itinéraire descriptif et historique de l’Allemagne du Nord, Paris, Hachette, Guides Joanne, 2e éd. 1862, CXII-717 p., texte intégral.
- Le coton et la crise américaine, dans la Revue des deux Mondes, 1er janvier 1862, p. 176-208, texte intégral sur Gallica.
- Les cités lacustres de la Suisse, un peuple retrouvé, dans la Revue des deux Mondes, 15 février 1862, p. 883-902, texte intégral sur Gallica.
- Atlas sphéroïdal et universel de géographie par F. A. Garnier, dans le Bulletin de la Société de géographie, mars 1862, p. 177-182, texte intégral sur Gallica.
- Le Brésil et la colonisation, 70 p., parties I (« Le bassin des Amazones et les Indiens ») et II (« Les provinces du littoral, les Noirs et les colonies allemandes »), Revue des deux Mondes, 15 juin 1862, p. 930-959, et 15 juillet 1862, p. 375-414, texte intégral sur Gallica.
- Les livres sur la crise américaine, dans la Revue des deux Mondes, 15 novembre 1862, p. 505-512, texte intégral.
- La crise de l'émigration allemande, dans la Revue du monde colonial (Paris), t. 7, 2e semestre 1862, p. 397-401, texte intégral.
- Le littoral de la France, 1862-1864, 124 p., partie I (« L’embouchure de la Gironde et la péninsule de Grave »), partie II (« Les landes du Médoc et les dunes de la côte »), partie III (« Les plages et le bassin d’Arcachon »), et partie IV (« Les landes de Born et du Marensin »), dans la Revue des deux Mondes, 15 décembre 1862, p. 901-936, 1er août 1863, p. 673-702, 15 novembre 1863, p. 460-491, et 1er septembre 1864, p. 191-217, texte intégral sur Gallica.

#### 1863
- Participation à Adolphe Joanne, Itinéraire descriptif et historique du Dauphiné, partie 2 La Drôme, le Pelvoux, le Viso, les vallées vaudoises, Paris, Hachette, Guides Joanne, 1863, XII-473 p., texte intégral sur Gallica.
- Participation à Adolphe Joanne, De Paris à la Méditerranée, partie 1 Bourgogne, Franche-Comté, Savoie, Bourbonnais, Lyonnais, etc., Paris, Hachette, Guides Joanne, 1863, LXXII-513 p., texte intégral.
- Un prisonnier de guerre au Mexique, dans la Revue des deux Mondes, 1er février 1863, p. 765-768, texte intégral sur Gallica.
- Report on the physics and hydraulics of the Mississipi River by Captain A. A. Humphreys and Lieutenant H. L. Abbot, dans le Bulletin de la Société de Géographie, février 1863, p. 126-161, texte intégral sur Gallica.
- Un voyage dans la Tunisie, dans la Revue des deux Mondes, 1er mars 1863, p. 249-252, texte intégral sur Gallica.
- Les Noirs américains depuis la guerre civile des États-Unis, 63 p., partie I (« Les partisans du Kansas et les noirs libres de Beaufort ») et partie II (« Les plantations de la Louisiane, les régimens [sic] africains, les décrets d’émancipation »), Revue des deux Mondes, 15 mars 1863, p. 364-394, et 1er avril 1863, p. 691-722, texte intégral sur Gallica.
- Recherches sur les ouragans, dans la Revue des deux Mondes, 15 août 1863, p. 1017-1019.
- L'esclavage chez les musulmans et aux États-Unis d'Amérique, par l'auteur de « Un souvenir de Solférino », Genève, 1863 [Henry Dunant], dans la Revue du monde colonial (Paris), t. 9, 2e semestre 1863, p. 291-292, texte intégral.
- À l'aventure en Algérie, par madame Vallory, Paris, collection Hetzel, 18, rue Jacob, dans la Revue du monde colonial (Paris), t. 9, 2e semestre 1863, p. 464-465, texte intégral.

#### 1864
- La poésie et les poètes dans l’Amérique espagnole, dans la Revue des deux Mondes, 15 février 1864, p. 902-929, texte intégral sur Gallica.
- Un écrit américain sur l’esclavage, dans la Revue des deux Mondes, 15 mars 1864, p. 507-510, texte intégral sur Gallica.
- La commission sanitaire de la guerre aux États-Unis, 1861-1864, dans la Revue des deux Mondes, 1er mai 1864, p. 155-172, texte intégral Library of Congress.
- Deux années de la grande lutte américaine, 70 p., dans la Revue des deux Mondes, 1er octobre 1864, p. 555-624, texte intégral sur Gallica ; rééd. : Thomas Van Ruymbeke (éd.), Élisée Reclus, La Guerre civile américaine, 1862-1864, Bécherel, Les Perséides, 2010, 129 p.
- États-Unis (République fédérative, présidence de M. Abraham Lincoln), dans Annuaire des Deux Mondes, histoire générale des divers États, 1862-1863, Paris, Bureau de la Revue des deux Mondes, vol. XII, 15 octobre 1864, 1018 p., liv. VII Race anglo-américaine, « Histoire des États américains », p. 704-811 [108 p.][3], texte intégral sur Gallica.
- De l’action humaine sur la géographie physique : l’homme et la nature, dans la Revue des deux Mondes, 1er décembre 1864, p. 762-771, texte intégral sur Gallica, texte intégral (sur George Perkins Marsh, Man and Nature: Physical Geography as Modified by Human Action, 1864).
- Introduction au Dictionnaire [...] de la France, Paris, Hachette, 1864, 1869 et 1905 :
  - Introduction à Adolphe Joanne (dir.), Dictionnaire des communes de la France, Paris, Hachette, 1864, 2 vol., vol. I, p. XVII-CLIX (143 p.).
  - Introduction revue et augmentée en collaboration avec son frère Élie Reclus, dans Adolphe Joanne (dir.), Dictionnaire géographique, administratif, postal, statistique, archéologique, etc., de la France, de l’Algérie et des colonies, 2e éd. révisée, Paris, Hachette, 1869, vol. I, p. V-CLXXXVIII (184 p. sur deux colonnes, partie géographie par Élisée Reclus, partie statistique par Élie Reclus), texte intégral sur Gallica.
  - Introduction entièrement actualisée en collaboration avec son neveu Paul Reclus, dans Paul Joanne (dir.), Dictionnaire géographique et administratif de la France et de ses colonies, nouvelle éd. révisée, Paris, Hachette, 1890-1905, 7 t., t. VII, 1905, p. I-CLXIII (163 p. sur deux colonnes, partie géographie par Élisée Reclus, partie statistique par Paul Reclus qui n'est pas nommé comme coauteur), texte intégral sur Gallica.

#### 1865
- Les oscillations du sol terrestre, dans la Revue des deux Mondes, 1er janvier 1865, p. 57-84, texte intégral sur Gallica.
- Annuaire scientifique publié par M. Dehérain, avec la collaboration de MM. Duméril, Fargues de Taschereau, Guillemin, etc., Quatrième année, 1865, Paris, Charpentier, dans la Revue du monde colonial (Paris), t. 14, janvier-mars 1865, p. 135-137, texte intégral.
- La guerre de l’Uruguay et les Républiques de la Plata, dans la Revue des deux Mondes, 15 février 1865, p. 967-997, texte intégral sur Gallica.
- Histoire du peuple américain par Auguste Carlier, dans le Bulletin de la Société de Géographie, février 1865, p. 143-164, texte intégral sur Gallica.
- Étude sur les dunes, dans le Bulletin de la Société de Géographie, mars 1865, p. 193-221, et en brochure, Paris, impr. E. Martinet, texte intégral sur Gallica.
- Le Mont Etna et l'éruption de 1865, dans la Revue des deux Mondes, 1er juillet 1865, p. 110-138, texte intégral sur Gallica.

#### 1866
- La Sicile et l’éruption de l'Etna en 1865, récit de voyage, dans Le Tour du Monde (Paris, Hachette), 7e année, no 338, 1866, p. 353-416, texte intégral sur Gallica.
- Le Bosphore et Constantinople avec perspective des pays limitrophes, par M. de Tchihatchev, dans la Revue des deux Mondes, 1er janvier 1866, p. 262-267, texte intégral sur Gallica.
- Les estuaires et les deltas, étude de géographie physique, dans les Annales des voyages…, avril 1866, p. 5-55, texte intégral sur Gallica.
- Du sentiment de la nature dans les sociétés modernes, dans la Revue des deux mondes, no 63, 15 mai 1866, p. 352-381, texte intégral sur Gallica, texte intégral & pdf.
- États-Unis (République fédérative, présidence de M. Andrew Johnson), dans Annuaire des Deux Mondes, histoire générale des divers États, 1864-1865, Paris, Bureau de la Revue des deux Mondes, vol. XIII, 1er août 1866, 1004 p., liv. VII Race anglo-américaine, « Histoire des États américains », p. 646-788 [143 p.], texte intégral sur Gallica ; rééd. dans Federico Ferretti (éd.), Élisée Reclus, Histoire de la guerre de Sécession aux États-Unis (1861-1865), Paris, Pocket, 2014, 350 p., p. 161-328.
- Atlas de la Colombie, publié par ordre du gouvernement colombien, dans le Bulletin de la Société de géographie, août 1866, p. 140-146, texte intégral sur Gallica.
- Les Républiques de l’Amérique du Sud, leurs guerres et leur projet de fédération, dans la Revue des deux Mondes, 15 octobre 1866, p. 953-980, texte intégral sur Gallica.

#### 1867
- Les forces souterraines, les volcans et les tremblements de terre, dans la Revue des deux Mondes, 1er janvier 1867, p. 218-230, texte intégral sur Gallica.
- Les plages et les fjords, dans la Revue des deux Mondes, 1er mars 1867, p. 265-272, texte intégral sur Gallica.
- Les Basques, un peuple qui s’en va, dans la Revue des deux Mondes, 15 mars 1867, p. 313-340, texte intégral sur Gallica.
- L’océan, étude de physique maritime, dans la Revue des deux Mondes, 15 août 1867, p. 963-993, texte intégral sur Gallica.
- La guerre du Paraguay, dans la Revue des deux Mondes, 15 décembre 1867, p. 934-965, texte intégral sur Gallica.

#### 1868
- Les Républiques de l'isthme américain, dans la Revue des deux Mondes, 15 mars 1868, p. 479-498, texte intégral sur Gallica.
- La Terre et l'humanité, dans les Annales des voyages…, juillet 1868, p. 5-44 (extrait du 2e vol. en préparation de La Terre, publié chez Hachette à la fin de l'année), texte intégral sur Gallica.
- L’élection présidentielle de la Plata et la guerre du Paraguay, dans la Revue des deux Mondes, 15 août 1868, p. 891-910, texte intégral sur Gallica.
- La guerre du Paraguay, dans la Revue politique et littéraire, 5 septembre 1868, p. 269-271.
- L’insurrection de Cuba, dans La Revue politique et littéraire, 19 décembre 1868, p. 272-275, texte intégral sur Gallica.

#### 1869
- Les voies de communication, dans l'Almanach de La Coopération pour l’année 1869, 1869, p. 159-168, texte intégral sur Gallica.
- Amérique du Nord, géographie et Amérique du Sud, géographie, dans Michel Alcan (dir.), Encyclopédie générale, Paris, Bureau de l'Encyclopédie générale et Garrousse, 1869-1871, 4 vol., t. II., 1869, p. 67-76 et p. 76-84, texte intégral sur Gallica et texte intégral sur Gallica.

#### 1872
- Géographie générale, chronique géographique en 25 épisodes parue dans le quotidien La République française (Paris), 15 février 1872, 4 avril 1872, 9 mai 1872, 21 juin 1872, 26 juillet 1872, 4 octobre 1872, 15 novembre 1872, 4 et 31 janvier 1873, 7 mars 1873, 6 avril 1873, 23 mai 1873, 11 juillet 1873, 29 août 1873, 10 novembre 1873, 2 janvier 1874, 6 février 1874, 27 mars 1874, 8 mai 1874, 19 juin 1874, 31 juillet 1874, 18 septembre 1874, 6 novembre 1874, 8 janvier 1875 et 5 juin 1875.

#### 1873
- Les pluies de la Suisse, dans le Bulletin de la Société de géographie, janvier 1873, p. 88-91, texte intégral.
- Notice sur les lacs des Alpes, dans le Bulletin de la Société de géographie, février 1873, p. 185-187, texte intégral.
- Note relative à l’histoire de la mer d’Aral, puis Réponses aux observations précédentes, dans le Bulletin de la Société de Géographie, août 1873, p. 113-118, et novembre 1873, p. 533-536, texte intégral sur Gallica.

#### 1874
- Extrait d'une lettre de M. Élisée Reclus au président de la Société [sur le lac de Lugano], dans le Bulletin de la Société de géographie, avril 1874, p. 421-425, texte intégral.
- Voyage aux régions minières de la Transylvanie occidentale (1873), dans Le Tour du Monde (Paris, Hachette), juillet 1874, p. 1-48, texte intégral sur Gallica.

#### 1875
- Le Bosphore et la mer Noire, dans Le Globe (Genève), 1875, p. 19-35, texte intégral sur Gallica.

#### 1878
- La passe du Sud et le port Eads dans le delta mississipien, dans la Revue lyonnaise de géographie (Lyon), 12 janvier 1878, p. 145-149, texte intégral sur Gallica.

#### 1885
- L'Angleterre, la Russie, l’Afghanistan, transcription du texte d'une conférence donnée au Théâtre national d'Alger le 30 mai 1885, dans La Justice (Paris), 9 juin 1885, p. 2d-2f (1re publication dans Le Petit Colon algérien, Alger), texte intégral sur Gallica.

#### 1887
- Scandinaves (États), géographie, dans Ferdinand Buisson (dir.), Dictionnaire de pédagogie et d’instruction primaire, Paris, Hachette, 1878-1887, 5 vol. et 2 suppl., partie II, t. II (4e vol.), 1887, p. 1991a-1995b, texte intégral sur Gallica.

#### 1889
- Amérique du Nord. Physique, notice de la carte no 54 dans Franz Schrader (dir.), Atlas de géographie moderne, Paris, Hachette, 1889, texte intégral sur Gallica.
- À propos d’une carte statistique, dans le Bulletin de la Société neuchâteloise de géographie, 1889-1890, p. 122-124, texte intégral sur Gallica (sur une carte de Paris et ses banlieues par Charles Perron).

#### 1894
- Hégémonie de l’Europe, dans La Société nouvelle (Paris et Bruxelles), avril 1894, p. 433-443, texte intégral sur Gallica.
- Leçon d’ouverture du cours de géographie comparée dans l’espace et dans le temps, dans la Revue universitaire (Bruxelles), 1894, et en brochure, Bruxelles, impr. H. Lamertin, 1894, 16 p., texte intégral sur Gallica.
- East and West, dans la Contemporary Review (Londres), octobre 1894, p. 475-487, texte intégral sur Gallica, traduction en français et notes par Philippe Pelletier, 2007.

#### 1895
- The evolution of cities, dans The Contemporary Review (Londres), février 1895, p. 246-264, texte intégral sur Gallica ; trad. française dans les Cahiers d’économie et de sociologie rurales, no 8, 1988, puis rééd. dans Marcel Roncayolo et Thierry Paquot (éd.), Villes et civilisation urbaine, Paris, Larousse, 1992, 688 p., p. 158-173.
- Discours à la séance solennelle de rentrée du 22 octobre 1895 de l’Université nouvelle de Bruxelles, Bruxelles, Imprimerie veuve Ferdinand Larcier, texte intégral.

#### 1896
- Projet de construction d'un globe terrestre à l'échelle du cent-millième, Bruxelles, éd. de la Société nouvelle, 1895 (et dans Report of the Sixth International Geographical Congress, Londres, 1896, p. 25-36) ; rééd. dans Nikola Jankovic (éd.), Élisée Reclus, Projet de globe au 100.000e, Paris, éd. B2, 2011, 94 p.
- Renouveau d’une Cité, dans La Société nouvelle (Paris et Bruxelles), juin 1896, p. 752-758 (avec Élie Reclus), texte intégral sur Gallica.
- D’un atlas à l’échelle uniforme, dans le Bulletin de la Société neuchâteloise de géographie, t. IX, 1896-1897, p. 159-164 (avec son neveu Paul Reclus sous le pseudonyme de Georges Guyou), texte intégral sur Gallica.

#### 1897
- Les Arabes, 6e conférence à l'Institut des hautes études de l'Université nouvelle de Bruxelles (année 1897-1898), Bruxelles, Institut des Hautes Études, 1898, 11 p., texte intégral sur Gallica.

#### 1898
- Plan de travail pour l'Institut géographique fondé à la Nouvelle Université libre de Bruxelles, publié dans le Bulletin de la Société royale belge de géographie, t. 22, 1898, p. 290-293, texte intégral sur Gallica.
- Atlas globulaire, dans le Bulletin de la Société de géographie commerciale de Paris, t. 20, 1898, p. 548-550, texte intégral sur Gallica.
- L'Extrême-Orient, dans le Bulletin de la Société royale de géographie d'Anvers, t. 22, 1898, p. 143-155 (transcription du texte d'une conférence donnée à Anvers le 28 avril 1898, précédée d'une carte), texte intégral sur Gallica.
- Edmond Demolins, Les Français d'aujourd’hui, dans L'Humanité nouvelle (Paris et Bruxelles), novembre 1898, p. 628-632, texte intégral sur Gallica.

#### 1899
- La Perse, dans le Bulletin de la Société neuchâteloise de géographie, 1899, p. 27-62, accès au texte intégral.

#### 1900
- La Phénicie et les Phéniciens, dans le Bulletin de la Société neuchâteloise de géographie, 1900, p. 261-274, accès au texte intégral.
- La Chine et la diplomatie européenne, dans L’Humanité nouvelle (Paris et Bruxelles), septembre 1900, p. 257-270 (article daté du 12 août 1900), et parution en brochure, Paris, éd. de L’Humanité nouvelle, décembre 1900, 16 p., texte intégral sur Gallica.

#### 1901
- L'enseignement de la géographie. Globes, disques globulaires et reliefs, Bruxelles, Nouvelle Université libre, Institut géographique, no 5, 1901, 12 p., rééd. dans la revue Ciel et Terre, vol. 23, 1903, p. 29-38, texte intégral ; version anglaise, The teaching of geography : globes, discs and reliefs, dans The Scottish Geographical Magazine (Edimbourg), août 1901, p. 393-399, texte intégral sur Gallica.

#### 1902
- La fin triomphante de la Grèce, dans Éducation sociale (Lyon), 15 février 1902 et 1er mars 1902, 13 f., texte intégral sur Gallica.
- André de Paniagua, Les Temps héroïques (ouvrage sur l'île de Ceylan), dans La Revue (Paris), 1er mai 1902, p. 353-357, texte intégral sur Gallica.
- Raïateia la Sacrée, dans La Revue (Paris), octobre 1902, p. 19-31, texte intégral sur Gallica.

#### 1903
- Proposition de dresser une carte authentique des volcans, dans le Bulletin de la Société belge d’astronomie, de météorologie et de physique du globe (Bruxelles), no 11, 1903, 6 p., texte intégral sur Gallica.
- Les vagues de fond et les raz de marée, lettre avec des compléments de Jean Chalon et des observations de l’observatoire d’Uccle de février 1903, dans Ciel et Terre (Bruxelles), 16 mars 1903, p. 31-33, et Le Soir (Bruxelles), 30 mars 1903, 1 col., texte intégral sur Gallica.
- Le panslavisme et l’unité russe, dans La Revue, 1er novembre 1903, p. 273-284, texte intégral sur Gallica.
- Traversée de l’Atlantique en ballon (article cosigné avec Alphonse Berget et Louis Capazza), dans L’Aéronautique belge (Bruxelles), mai 1903, reproduit dans Louis Capazza, La traversée aérienne de l’Atlantique, L’Aérophile (Paris), 15 mars 1914, p. 128-132, avec deux cartes, texte intégral sur Gallica.

#### 1904
- Aperçu géographique, dans Émile Levasseur, prince Roland Bonaparte, Léon Bourgeois, Jules Claretie et alii, Le Mexique au début du XXe siècle, Paris, Delagrave, 1904, 2 t., t. I, p. 35-80, texte intégral sur Gallica.
- Les grandes voies historiques, dans Bulletin de la Société royale belge de géographie, 1904, p. 5-15 (notes de leçons données la Nouvelle Université libre de Bruxelles mises en forme par Émile Cammaerts), texte intégral sur Gallica.
- À propos de la guerre d’Extrême-Orient, dans La Revue (Paris), 1er avril 1904, p. 304-308.
- Lettre de Bruxelles du 30 juin 1904 sur la politique à tenir à l’égard du Maroc, dans Les Annales coloniales (Paris), 15 juillet 1904, p. 312, texte intégral sur Gallica.
- Réponse à Gabriel Giroud, « À propos des subsistances », dans Le Libertaire (Paris), 17 octobre 1904, 4 col., texte intégral sur Gallica.

#### 1905
- Zur Chinesischen Frage (À propos de la question chinoise), dans Die Woche (Berlin), 1er juillet 1905, no 26, p. 1111-1112, texte intégral sur Gallica.
- Articles divers et lettres manuscrites ou imprimées, 1892-1905, compilation sur Gallica.
- Comptes-rendus d'ouvrages, 1898-1900, compilation sur Gallica.
- Articles et comptes-rendus, 1900-1902, compilation sur Gallica.
- Comptes-rendus d'ouvrages, 1902-1904, compilation sur Gallica.

### Comptes rendus géographiques (1899-1904)

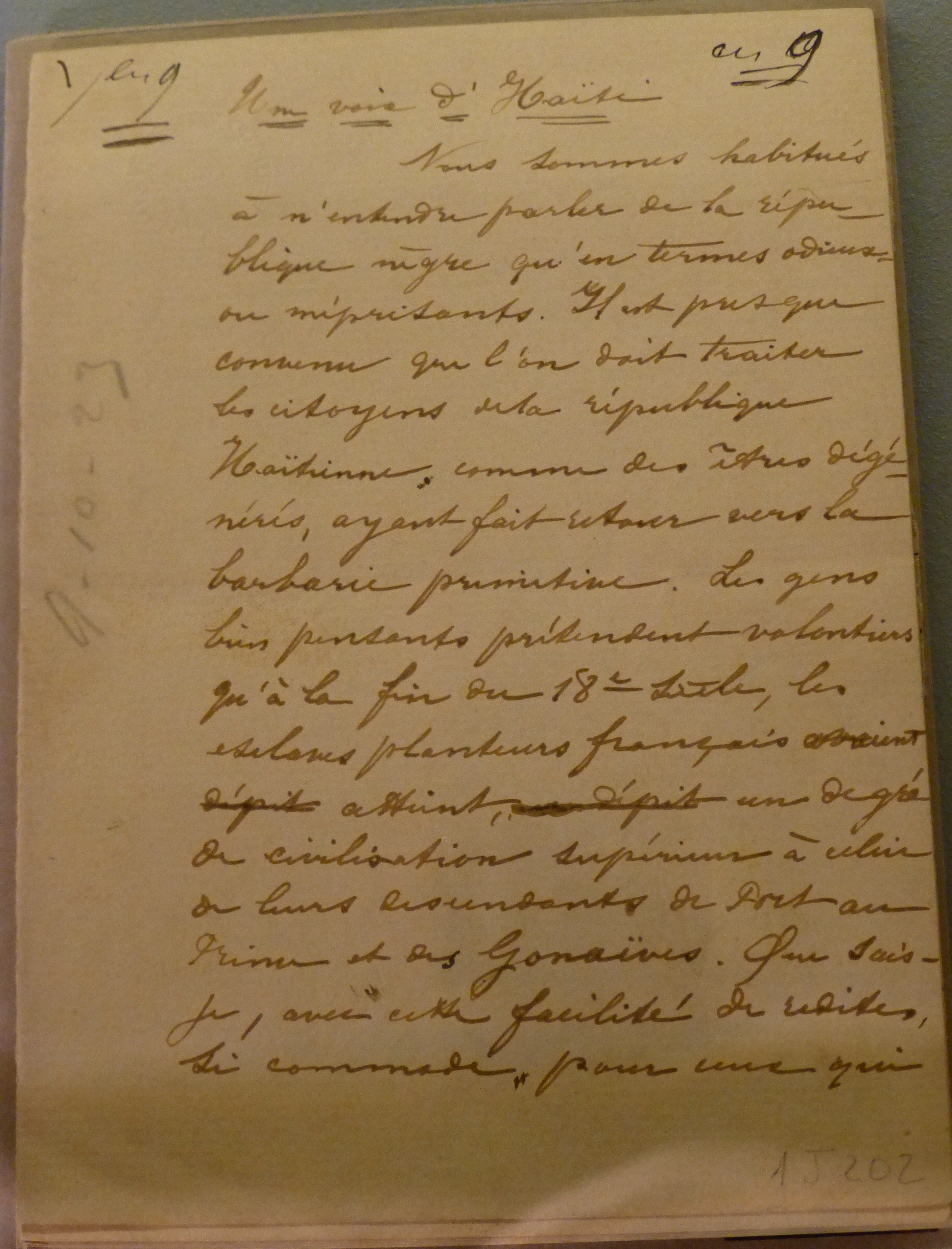
Une voix d'Haïti, manuscrit exposé aux Archives départementales de Gironde

Ces comptes rendus présentent l’intérêt de voir exprimer certaines opinions d’Élisée Reclus sous une forme très synthétique : Joël Cornuault en a réédités certains dans son anthologie.
- Une première série est publiée dans L'Humanité nouvelle (Paris et Bruxelles) entre 1899 et 1903 :
  - Les Communes mixtes et le gouvernement des indigènes en Algérie, janvier 1899, p. 118-119, texte intégral sur Gallica.
  - Arsène Dumont, Natalité et démocratie, février 1899, p. 260-261, texte intégral sur Gallica (ce compte rendu est précédé d’un autre signé par la sœur d’Élisée, Noémi Reclus, épouse Mangé).
  - René Gonnard, La Dépopulation en France, mars 1899, p. 377, texte intégral sur Gallica.
  - Pierre Foncin, Les Pays de France, projet de fédéralisme administratif, mars 1899, p. 381-382, texte intégral sur Gallica.
  - Sven Hedin, Trois ans de lutte aux déserts d'Asie, mars 1899, p. 394-395, texte intégral sur Gallica.
  - Édouard Foa, Le Dahomey, 10 avril 1899, p. 505-506, texte intégral sur Gallica.
  - Pierre d'Espagnat, Jours de Guinée, 10 mai 1899, p. 626, texte intégral sur Gallica.
  - Martin Hume, Spain, Its Greatness and Decay (1479-1788), 10 mai 1899, p. 640-641, texte intégral sur Gallica.
  - A. J. Wauters, L'État indépendant du Congo, 10 juin 1899, p. 750-751, texte intégral sur Gallica.
  - E. W. Silkes, The Transition of North Carolina from Colony to Commonwealth, 10 juillet 1899, p. 126-127, texte intégral sur Gallica.
  - Ramon Reyes Lala, The Philippine Islands, Frederic Noa, The Pearl of the Antilles et Thomas Campbell-Copeland, American Colonial Handbook, 10 août 1899, p. 245, texte intégral sur Gallica.
  - Léopold de Saussure, Psychologie de la colonisation française dans ses rapports avec les sociétés indigènes, 10 août 1899, p. 246-248, texte intégral sur Gallica.
  - Roberto Payró, La Australia Argentina, 10 août 1899, p. 249, texte intégral sur Gallica.
  - Eugène Aubin, Les Anglais en Inde et en Égypte, 10 septembre 1899, p. 379-380, texte intégral sur Gallica.
  - J. de Saint-Maurice Joleaud-Barral, La Colonisation française en Annam et au Tonkin, 10 octobre 1899, p. 511-512, texte intégral sur Gallica.
  - Lucien Jottrand, Croquis du Nord, Nordland, Finmark, Spitzberg, 10 novembre 1899, p. 638, texte intégral sur Gallica.
  - Willy Bambus, Palästina, land und leute, Reiseschilderungen [la terre et les gens, récit de voyage] » et Pierre de Barthélemy, En l’Indo-Chine, janvier 1900, p. 119-120, texte intégral sur Gallica.
  - Alphonse de Haulleville, Les Aptitudes colonisatrices des Belges et la question coloniale en Belgique et W. Coucheron-Aamot, Durch das Land der Chinesen, mars 1900, p. 369-370 et 372, texte intégral sur Gallica.
  - Th. Bentzon [Thérèse Blanc], Notes en voyage, Nouvelle-France et Nouvelle-Angleterre, Geschichte der œsterreichischen Land und Forstwirtschaft und Ihrer Industrien, et R. Meldi, La Colonia Eritrea, mai 1900, p. 617, 619 et 620, texte intégral sur Gallica.
  - William Smith, The Student’s Gibbon, a history of the decline and fall of the Roman Empire, octobre 1900, p. 508, texte intégral sur Gallica.
  - G. Cauderlier, Les Lois de la population et leur application à la Belgique, décembre 1900, p. 763, texte intégral sur Gallica.
  - W. P. Livingstone, Black Jamaica, A Study in Evolution, octobre 1902, p. 112-114, texte intégral sur Gallica.
  - Arthur Buies, La Province de Québec, novembre 1902, p. 233-234, texte intégral sur Gallica.
  - Atlas de Finlande, mai 1903, p. 107-110, texte intégral sur Gallica.
  - Camille Dreyfus, À la Côte d'Ivoire, six mois dans l'Attié (un Transvaal français) et Les Chemins de fer du grand-duché de Finlande, juillet 1903, p. 323-324 et 324, texte intégral sur Gallica.
  - J. W. Powell, Annual Report of the Bureau of American Ethnology (1897-1898), part 1, août 1903, p. 442-445, texte intégral sur Gallica.
  - Paul Pelet, Atlas des colonies françaises, 1er décembre 1903, p. 648, texte intégral sur Gallica.
- Une seconde série de comptes rendus paraît dans La Revue (Paris) en 1903-1904 :
  - Chronique géographique, 15 novembre 1903, p. 520-521, texte intégral sur Gallica.
  - Mouvement géographique, 15 décembre 1903, p. 779-781, texte intégral sur Gallica.
  - Mouvement géographique, 15 janvier 1904, p. 253-255, texte intégral sur Gallica.
  - Mouvement géographique, 15 février 1904, p. 517-518, texte intégral sur Gallica.
  - Mouvement géographique, 1er mai 1904, p. 104-105, texte intégral sur Gallica.
  - Napoleone Colajanni, Razze inferiori e razze superiori, o Latini e Anglo-Sassoni, 15 mai 1904, p. 225-226, texte intégral sur Gallica.
  - Gabriel Giroud, Population et subsistances, essai d’arithmétique économique, 1er septembre 1904, p. 100-101, texte intégral sur Gallica.

### Textes politiques
1851
- Le développement de la liberté dans le monde, Montauban, 1851, texte manuscrit édité pour la première fois dans Le Libertaire (Paris), 28 août 1925 ; rééd. dans Alexandre Chollier et Federico Ferretti (éd.), Élisée Reclus, Écrits sociaux, Genève, Héros-Limite, 2012, 251 p., p. 153-177.

#### 1867
- John Brown, dans La Coopération (Paris), 14 juillet 1867, 7 p., texte intégral sur Gallica, avec une lacune.
- À tous les démocrates, dans L’Agriculteur, journal du dimanche (Paris), 2 p. (prospectus à signature collective pour lancer ce journal), texte intégral sur Gallica.

#### 1878
- L'évolution légale et l'anarchie, au compagnon Baux de Buenos-Ayres, dans Le Travailleur (Genève), janvier-février 1878, p. 7-14, et suite sous le titre Au compagnon Lefrançais, dans Le Travailleur (Genève), février-mars 1878, p. 19-21 ; réimpr. en brochure sous le titre L'évolution légale et l'anarchie, Bruxelles, Bibliothèque des Temps nouveaux, 1895, 17 p., texte intégral en pdf.

#### 1879
- La Peine de mort, conférence donnée à une réunion de l’Association ouvrière de Lausanne, brochure à l’impr. du Révolté (Genève), 1879, réimpr. Impr. jurassienne (Genève) 1879, 10 p. ; rééd. Les Temps nouveaux, 2 mars 1907, p. 5-6 ; rééd. 1923 Genève, 1879, texte intégral sur Gallica dans la rééd. de 1923, texte intégral.

#### 1893
- À mon frère le paysan, Genève, impr. des Eaux vives, 1893, 16 p., puis dans La Brochure (Bruxelles), no 7, 1894, 8 p. ; rééd. Paris, Bureau des Temps nouveaux, 1899 ; rééd. Conflans-Sainte-Honorine, éd. L'Idée libre, 1925, 16 p., texte intégral sur Gallica, texte intégral, texte intégral (version originelle sous le titre Quelques mots sur la propriété, dans Almanach du peuple pour l’année 1873 (Locle, Suisse, 1872), p. 322-329).

#### 1885
- Voter, c’est abdiquer, lettre du 26 septembre 1885 adressée à Jean Grave (texte intégral sur Gallica) et insérée dans Le Révolté (Paris) du 11 octobre 1885, p. 15-17 ; rééd. en placard et dans La Revue anarchiste (Paris) du 15 août 1893 sous le titre Le droit de suffrage, texte intégral sur Gallica ; rééd. dans l’anthologie de Sylvain Boulouque (éd.), Les Anarchistes, ni Dieu ni maître !, coll. Les Rebelles dirigée par Jean-Noël Jeanneney, Paris, Société éditrice du Monde, 2012, 223 p., p. 71-73.

#### 1886
- Pourquoi sommes-nous révolutionnaires ?, dans La Tribune des peuples (Paris), mai 1886, texte intégral.

#### 1889
- Pourquoi sommes-nous anarchistes ?, dans La Société nouvelle, 31 août 1889, p. 153-155[4], nouvelle version modifiée du Pourquoi sommes-nous révolutionnaires ? de mai 1886, texte intégral sur Gallica, texte intégral.

#### 1892
- Lettre sur l'expansion coloniale, réponse à une sollicitation du quotidien Le Journal, 2 octobre 1892, p. 4c, texte intégral sur Gallica.

#### 1893
- La révolution, dans La Plume (Paris), 1er mai 1893, p. 206-207 (extrait de Évolution et Révolution, 1891), texte intégral sur Gallica.

#### 1894
- L'Anarchie, conférence donnée le 18 juin 1894 dans la salle de la loge maçonnique Les Amis philanthropes à Bruxelles.
  - L’Anarchie, dans Les Temps nouveaux, 18 mai 1895 (texte intégral sur Gallica), 26 mai 1895 (texte intégral sur Gallica) et 1er juin 1895 (texte intégral sur Gallica)
  - L'Anarchie, Paris, Les Temps nouveaux, coll. « Publications » (no 2), 1996, 23 p. — Texte intégral sur Gallica et texte sur panarchy.org.
  - L'Anarchie (intro. Hélène Sarrazin, posface Isabelle Pivert), Paris, Éditions du Sextant, coll. « Décodeur », mars 2006, 64 p. (ISBN 2-84978-009-X et 978-2-84978-009-1, présentation en ligne).
  - L'Anarchie (intro. Hélène Sarrazin, suivi de Et maintenant ? par Isabelle Pivert), Paris, Éditions du Sextant, coll. « Les increvables », mars 2011, 96 p. (ISBN 978-2-84978-035-0 et 2-84978-035-9, présentation en ligne).
  - L'Anarchie (intro. Hélène Sarrazin, suivi de Fragments des carnets du président par Isabelle Pivert), Paris, Éditions du Sextant, coll. « Les increvables », septembre 2019, 120 p. (ISBN 978-2-84978-055-8 et 2-84978-055-3, présentation en ligne).
- Quelques mots d'histoire, dans La Société Nouvelle, novembre 1894, p. 489-494, texte intégral, texte intégral sur Gallica.

#### 1895
- La cité du bon accord, dans The Evergreen, a northern journal, partie 2 The Book of Automn, The Lawn Market of Edinburgh, Patrick Geddes and Colleagues, 1895, p. 103-106, texte intégral.

#### 1896
- The Progress of Mankind, dans la Contemporary Review (Londres), 1er décembre 1896, p. 761-783, texte intégral sur Gallica.
- Contribution sous forme de lettre publiée dans Victor Barrucand (éd.), Le Pain gratuit, Paris, Chamuel, avril 1896, 252 p., p. 117-119, texte intégral sur Gallica.
- Les prisons d'Élisée Reclus par lui-même, dans Prosper-Olivier Lissagaray, Histoire de la Commune de 1871, Paris, Dentu, 2e éd. augmentée, 1896, appendice XLVI, p. 547-552, texte intégral sur Gallica.

#### 1897
- Réponse à l’enquête sur la Commune de Paris, dans La Revue Blanche (Paris), 15 mars 1897, p. 296-298, texte intégral sur Gallica.
- Dignes précepteurs, dans la brochure L’Incorruptible (Paris) du 2 février 1897, 1 col., texte intégral sur Gallica.

#### 1898
- Contribution sous forme de lettre à l'Enquête sur l’antisémitisme menée par Henri Dagan, journal Les Droits de l’homme (Paris), avril 1898 ; publication en volume : Paris, Stock, 1899, p. 39-41 pour la contribution d’Élisée Reclus, texte intégral sur Gallica.

#### 1900
- L'anarchie et l'Église, dans le Supplément littéraire des Temps nouveaux, no 24, 1900, p. 158-161 (texte intégral sur Gallica), rééd. en brochure Paris, octobre 1901, 14 pages[5], texte intégral ; La Brochure mensuelle, no 6A, juin 1923, texte intégral ; Éditions du Chat Ivre, 2013, notice éditeur. Texte signé avec son neveu Paul Reclus sous le pseudonyme de George Guyou.
- Les colonies anarchistes, dans Les Temps nouveaux, 7 juillet 1900, p. 1-2, texte intégral sur Gallica.

#### 1902
- L’anarchiste, dans l'Almanach anarchiste pour 1902, 1 p., texte intégral sur Gallica.
- Sentiments des professeurs de l'Europe sur les troubles universitaires de Russie : M. Élisée Reclus, professeur à l'Université nouvelle de Bruxelles, 1902, 1 p., source inconnue, texte intégral sur Gallica.
- L'avenir de l’Afrique du Sud, suite de l'enquête de notre collaborateur Ludovic Naudeau, lettre d'Élisée Reclus, dans Le Journal (Paris), 14 mars 1902, 1 p., texte intégral sur Gallica.
- Solidarietà e progresso, dans L'Agitazione (Rome), 4 avril 1902, 1 p., texte intégral sur Gallica.

#### 1904
- Le patriotisme est-il incompatible avec l'amour de l’humanité ? Enquête, dans La Revue (Paris), 15 janvier 1904, p. 169-170.
- La prétendue décadence anarchiste, dans Les Temps nouveaux, 14 mai 1904, p. 2, texte intégral sur Gallica.

#### 1905
- Une opinion sur Louise Michel, dans L’Insurgé (Bruxelles et Herstal), 19 janvier 1905, 2 col., texte intégral, texte intégral sur Gallica.
- L'opinion d’un révolutionnaire sur la situation en Russie, entretien accordé au Petit Bleu (Bruxelles), 22 janvier 1905, 3 col., texte intégral sur Gallica.
- Participation au numéro À bas l'alliance franco-russe, L'Assiette au beurre (Paris), no 222, 1er juillet 1905, p. 219, texte intégral sur Gallica.

#### 1906
- Amis et compagnons, dans La Terre de Mons (Mons, Belgique), 24 juin 1906-1er juillet 1906, 8 f., texte intégral sur Gallica (discours sur la révolution russe prononcé le 6 février 1905 à Paris à l'invitation de la Société des Amis du peuple russe).
- Articles divers et lettres manuscrites ou imprimées, 1892-1905, compilation sur Gallica.

### Comptes-rendus d'ouvrages
- Comptes-rendus d'ouvrages, 1898-1900, compilation sur Gallica.
- Articles et comptes-rendus, 1900-1902, compilation sur Gallica.
- Comptes-rendus d'ouvrages, 1902-1904, compilation sur Gallica.

### Textes sur les mœurs
- L’avenir de nos enfants, dans La Commune, almanach socialiste pour 1877 (Genève), 1877 ; réimpr. dans La Question sociale (Paris), 1885, p. 197-200 ; réimpr. en brochure, Lille, C. Lagache, 1886, 7 p., texte intégral sur Gallica.
- Unions libres, Paris, Chamerot, 1882, 32 p., imprimé pour la famille à l'occasion de l'union libre des deux filles d'Élisée Reclus, Magali et Jeannie, et qui comprend, p. 28-32, Allocution du père à ses filles et à ses gendres, un texte d'Élie Reclus assumé et lu par Élisée, texte intégral de l'allocution, texte intégral de la brochure entière.
- Discours d'Élisée Reclus à l’occasion de l’union libre de Georgette Gonini, la fille adoptive d'Ermance Gonini, avec William Barbotin, retranscription du texte publié dans La Pensée française (Paris), 24 juin 1922, p. 8, texte intégral sur Gallica.
- L'idéal et la jeunesse, dans La Société nouvelle (Paris et Bruxelles), juin 1894, p. 721-731, texte intégral sur Gallica ; en brochure, Bruxelles, 1894, 13 p.
- L’origine animale dell’uomo, dans Almanacco popolare socialista (Turin), 1896, 3 f., texte intégral sur Gallica.
- La grande famille, dans Le Magazine International, janvier 1897, p. 8-12, texte intégral sur Gallica, texte intégral, format doc.
- Quelques mots sur la révolution bouddhique, dans L’Humanité nouvelle (Paris et Bruxelles), juin 1897, p. 139-145, texte intégral sur Gallica.
- Pages de sociologie préhistorique, dans L'Humanité Nouvelle, février 1898, p. 129-143, texte intégral, texte intégral sur Gallica.
- À propos du végétarisme, dans La Réforme alimentaire, vol. V, no 3, mars 1901, p. 37-45, texte intégral sur Gallica (d'abord paru en anglais : On Vegetarianism, dans The Humane Review (Londres), janvier 1901, p. 316-324).
- À la jeunesse laïque, lettre de Bruxelles le 20 juin 1902, dans Les Annales de la jeunesse laïque (Paris), juillet 1902, 1 p., texte intégral sur Gallica.
- Origines de la religion et de la morale, dans Les Temps nouveaux, 27 février 1904, p. 1-2 (texte intégral sur Gallica), 5 mars 1904, p. 3-4 (texte intégral sur Gallica), 12 mars 1904, p. 3-4 (texte intégral sur Gallica), et 19 mars 1904, p. 1-2 (texte intégral sur Gallica).
- Nouvelle proposition pour la suppression de l'ère chrétienne, dans Les Temps nouveaux, 6 mai 1905, p. 1-2, texte intégral sur Gallica.
- La question des vêtements et de la nudité, L'Homme et la Terre, Paris, La Librairie universelle, t. VI, 1908, p. 485-491, texte intégral.
- Première moitié du chap. XI Éducation de L'Homme et la Terre, t. VI, 1908, reproduite dans Michel Onfray, Rendre la raison populaire, Paris, Librio, 2013, p. 53-77.

## Biographies
- Attila de Gérando, dans la Revue de géographie, janvier 1898, p. 1-4 (article nécrologique), texte intégral sur Gallica.
- Élie Reclus, 1827-1904, Paris, L’Émancipatrice, 1905, 32 p., rééd. sous le titre Vie d'Élie Reclus en 1964[6], puis, sous ce dernier titre, dans Alexandre Chollier (éd.), Élie Reclus, Physionomies végétales, portraits d’arbres et de fleurs, d’herbes et de mousses, Genève, Héros-Limite, 2012, 205 p., p. 161-198.

## Préfaces
- Carl Ritter, De la configuration des continents sur la surface du globe et de leurs fonctions dans l'histoire, texte traduit et préfacé par Élisée Reclus, Revue germanique et française (de), novembre 1859, p. 241-267, texte intégral sur Gallica ; rééd. dans Danielle et Georges Nicolas-Obadia (éd.), Carl Ritter, Introduction à la géographie générale comparée, Besançon et Paris, Annales littéraires de l’Université de Besançon et Les Belles Lettres, 1974, p. 219-241.
- George Walker, La dette américaine et les moyens de l’acquitter, Paris, Dentu, 1865, 32 p., texte intégral British Library. Texte traduit par Élie et Élisée Reclus, d'abord paru dans la Revue des deux Mondes, 15 juillet 1865, p. 473-490.
- Michel Bakounine, Dieu et l'État, Genève, Impr. jurassienne, 1882, VII-99 p. (préface rédigée avec Carlo Cafiero), texte intégral.
- Pierre Kropotkine, Paroles d'un révolté, Paris, Marpon-Flammarion, « Bibliothèque socialiste », 1885, X-333 p., texte intégral.
- Léon Metchnikoff, La Civilisation et les grands fleuves historiques, Paris, Hachette, 1889, XXVIII-369 p., texte intégral.
- Pierre Kropotkine, La Conquête du pain, Paris, Stock, 1892, XV-297 p., texte intégral, texte intégral sur Gallica.
- Max Nettlau, Bibliographie de l’anarchie, Bruxelles et Paris, Bibliothèque des Temps nouveaux et Stock, 1897, 294 p., texte intégral sur Gallica (réimpressions en fac-similé : New York, Burt Franklin, 1968, et Genève, Mégariotis reprints, 1978).
- Ferdinand Domela Nieuwenhuis, Le Socialisme en danger, Paris, Stock, 1897, 320 p., texte intégral sur Gallica.
- Alexandra Myrial (Alexandra David-Néel), Pour la vie, Bruxelles, Bibliothèque des Temps nouveaux, 1901, 114 p., texte intégral sur Gallica.
- Adrien de Gerlache de Gomery, Voyage de la Belgica, quinze mois dans l’Antarctique, Paris et Bruxelles, Hachette et Lebègue, 1902, 291 p., texte intégral sur Gallica ; rééd. Arles, Actes Sud, coll. Babel, 1997, 384 p. ; rééd. Paris, éd. de l’Amateur, 2011, 170 p., notice éditeur.
- Capitaine Charles Lemaire, Mission scientifique du Katanga, journal de route, Bruxelles, Weissenbruch, 1902, XI-344 p. texte intégral.
- Eugène Noël, Fin de vie, notes et souvenirs, Rouen, impr. Lecerf, 1902, 167 p., texte intégral sur Gallica.
- Louis Gaussen, Soyons laïques ! brochure de propagande républicaine, Foix, 1903, 15 p., texte intégral sur Gallica.
- Jean Grave, Patriotisme-Colonisation, Paris, éd. des Temps nouveaux, 1903, 442 p., préface reproduite dans Les Temps nouveaux, 18 avril 1903, p. 1-2, texte intégral sur Gallica.
- Max Nettlau, Michele Bakounine, uno schizzo biografico, Messine, Biblioteca dell'Avvenire sociale, 1904, IV-67 p., notice.
- Odón de Buen (es), Nociones de geografía física, Barcelone, Escuela Moderna, 1905, XVI-164 p., notice.
- Charles Malato, Religione e patriottismo, Rome, Casa Editrice Il Pensiero, 1906, 16 p.

## Traductions
- De l'allemand : Carl Ritter, De la configuration des continents sur la surface du globe et de leurs fonctions dans l'histoire [1846], Revue germanique et française (de), novembre 1859, p. 241-267, texte intégral sur Gallica ; rééd. dans Danielle et Georges Nicolas-Obadia (éd.), Carl Ritter, Introduction à la géographie générale comparée, Besançon et Paris, Annales littéraires de l’Université de Besançon et Les Belles Lettres, 1974, p. 219-241.
- De l'espagnol (Argentine) ou de l'allemand[7], José Lopez, De l'émigration allemande au pays de la Plata, dans la Revue du monde colonial (Paris), t. 11, avril-juin 1864, p. 23-31 (texte intégral) et p. 210-220 (texte intégral), 20 p.
- De l'anglais (États-Unis) : Fitz William Sargent, Les États confédérés et l’esclavage, Paris, Hachette, 1864, 179 p., texte traduit avec Élie Reclus ; 2e éd. Paris, Dentu, 1865, texte intégral.
- De l'anglais (États-Unis) : George Walker, La dette américaine et les moyens de l’acquitter, Paris, Dentu, 1865, 32 p., texte intégral British Library, texte traduit avec Élie Reclus, d'abord paru sous le titre Les finances américaines après la guerre civile, dans la Revue des deux Mondes, 15 juillet 1865, p. 473-490, texte intégral sur Gallica.
- De l'espagnol (Argentine) : Juan Bautista Alberdi, Les Dissensions des républiques de la Plata et les machinations du Brésil, Paris, Dentu, 1865, 87 p., texte intégral.
- De l'espagnol (Argentine) : Juan Bautista Alberdi, Projet de reconstruction territoriale et dynastique de l’empire du Brésil aux dépens des républiques américaines, Paris, Rochette, 1869, 96 p. (traduction d’Élisée Reclus d’après le catalogue de la British Library), texte intégral.

## Articles dans des revues géographiques ou anarchistes
- Bulletin de la Société de géographie (Paris)
- Revue des deux Mondes (Paris)
- Revue germanique et française (Paris)
- La Science illustrée (Paris)
- Le Réveil (Paris)
- Le Globe (Paris)
- Le Travailleur (Genève)
- Le Révolté (Genève puis Paris)
- La Révolte (Paris)
- Les Temps nouveaux (Paris)
- The Anarchist (Londres)
- The Contemporary Review (Londres)
- La Société nouvelle (Bruxelles)
- L'Humanité Nouvelle (Paris-Bruxelles)
- Ciel et Terre, bulletin de la Société belge d’astronomie (Bruxelles)
- Revue belge de géographie, Société royale belge de géographie, Bruxelles,  (ISSN 0770-0717)
- etc.

## Correspondance
- Correspondance, 3 volumes, réimpression en fac-similé, Paris, Archives Karéline, 2010 (notice éditeur), de :
  - Louise Dumesnil [Reclus] (éd.), Élisée Reclus, Correspondance, t. I, Décembre 1850-mai 1870, Paris, Schleicher, 1911, 352 p., texte intégral sur Gallica, extraits en ligne.
  - Louise Dumesnil [Reclus] (éd.), Élisée Reclus, Correspondance, t. II, Octobre 1870-juillet 1889, Paris, Schleicher, 1912 (daté 1911), 519 p., texte intégral sur Gallica, extraits en ligne.
  - Louise Dumesnil [Reclus] et Paul Reclus (éd.), Élisée Reclus, Correspondance, t. III, Septembre 1889-juillet 1905 et compléments aux deux premiers volumes, Paris, Alfred Costes, 1925, 339 p., texte intégral sur Gallica, extraits en ligne.
- Federico Ferretti (éd.), Élisée Reclus, Lettres de prison et d’exil, Lardy (Essonne), éd. À la frontière, 2012, 159 p., correspondance entre Élisée Reclus et son éditeur Pierre-Jules Hetzel (1867-1881), notice éditeur.

## Anthologies
- Soizic Alavoine-Muller (éd.), Élisée Reclus, Les États-Unis et la guerre de Sécession, Paris, éd. du Comité des travaux historiques et scientifiques, 2007, 331 p., recueil de cinq textes d’Élisée Reclus sur les États-Unis parus dans la Revue des deux Mondes entre 1859 et 1863 et reproduits en fac-similé, précédés d'une éclairante Introduction sur l'entrée en géographie d'Élisée Reclus (p. 7-44), notice éditeur.
- Rosa Ascón avec Angela Broggi, Anna Bachs, Jaume Busquets, Antonia Carbonell, Victoria Carbonell, María Martí, Nuria Puig-Sureda (éd.), Eliseo Reclús, La Geografía al servicio de la vida (antología), Barcelone, Editorial 7½, 1980, 428 p.
- Christophe Brun (éd.), Élisée Reclus, Les Grands Textes, Paris, Flammarion, coll. Champs classiques, 2014, 503 p., confrontation de textes d'Élisée avec des extraits de sa correspondance, d'articles de presse, et les trajectoires des membres de la famille Reclus  (ISBN 9782081289901), notice, Philosophie Magazine.
- Alexandre Chollier et Federico Ferretti (éd.)
  - Élie et Élisée Reclus, L’Homme des bois, les populations indiennes d’Amérique du Nord, Genève, Héros-Limite, 2012, 220 p., notice éditeur.
  - Élisée Reclus, Écrits sociaux, Genève, Héros-Limite, 2012, 251 p., notice éditeur.
  - James Guillaume, Charles Perron, Élisée Reclus, Les Alpes, Genève, Héros-Limite, 2015, 256 p.
- John P. Clark (éd.), Élisée Reclus, Natura e società, scritti di geografia sovversiva, Milan, Elèuthera, 1999, 282 p., notice éditeur.
- John P. Clark et Camille Martin (éd.), Anarchy, geography, modernity: the radical social thought of Élisée Reclus, Langham, Lexington Books, 2004, xii-271 p., rééd. Oakland, 2013, xiv-283 p., notice éditeur.
- Joël Cornuault (éd.), Du sentiment de la nature dans les sociétés modernes et autres textes, Éditions Premières Pierres, 2002, 2e éd. 2014  (ISBN 9782913534117), notice éditeur.
- Pier Luigi Errani (éd.), Élisée Reclus, L’Homme, geografia sociale, Milan, Franco Angeli, 1984, 308 p., notice éditeur.
- Federico Ferretti (éd.), Élisée Reclus, Histoire de la guerre de Sécession aux États-Unis (1861-1865), Paris, Pocket, 2014, 350 p., notice éditeur.
- Daniel Hiernaux-Nicolás, La geografía como metáfora de la libertad, textos de Eliseo Reclus, México, Centro de Investigaciones Científicas Tamayo/Plaza y Valdés editores, 1999, 314 p., notice éditeur.
- Ernesto Mächler Tobar (éd.), Un nom confisqué, Élisée Reclus et sa vision des Amériques, Paris, éd. Indigo/Côté-Femmes, 2007, 260 p., anthologie « américaine »,  (ISBN 978-2-35260-017-6), notice éditeur.
- Georges Nicolas (prés.), Élisée Reclus, Harmonie des formes océaniques (extraits de La Terre dans ses rééd. de 1874-1876) et Le Japon (extraits du t. VII de la Nouvelle géographie universelle, 1881), dans Marie-Claire Robic, Jean-Louis Tissier et Philippe Pinchemel (dir.), Deux siècles de géographie française, une anthologie, Paris, éd. du CTHS, 2e éd., 2011, 559 p., p. 44-51, notice éditeur.
- Milda Rivarola Espinoza (éd.), La polémica francesa sobre la guerra grande : Eliseo Reclus, la guerra del Paraguay, Laurent-Cochelet, correspondencia consular, Asunción (Paraguay), Editorial Historica, 1988, 281 p. Dans sa première partie, p. 13-103, cette anthologie reproduit de larges extraits traduits en espagnol des quatre articles d’Élisée Reclus publiés à Paris entre 1866 et 1868 dans la Revue des deux Mondes, sur la guerre de la Triple Alliance qui, de 1865 à 1870, opposa le Paraguay à une coalition formée par le Brésil, l’Argentine et l’Uruguay, texte intégral.
- Guillaume Sgherri (éd.), Élisée Reclus, Les Arméniens, Paris, éd. Magellan & Cie, 2006, 192 p., 2e éd. 2011  (ISBN 9782350740614), notice, anthologie de textes d’Élisée sur l’Arménie prélevés dans les t. VI, L’Asie russe (1880) et IX, L’Asie antérieure (1883), de la Nouvelle Géographie universelle, notice éditeur.

### Ressources bibliographiques
- Louise Dumesnil [Reclus], Bibliographie des ouvrages de géographie et de sociologie d'Élisée Reclus (répertoire chronologique dactylographié (1854-1905)), s.d. (avant 1917), 109 p. — Texte intégral sur Gallica.
- Heiner Becker, « Bibliographie », Itinéraire, no 14,‎ 1998, p. 100-107 (ISSN 0986-6043) — Texte intégral sur anarlivres.free.fr ; texte intégral de la revue.
- Bibliographie partielle, Saguenay, Université du Québec à Chicoutimi, 2004, 7 p. — Texte intégral sur classiques.uqac.ca.